# Washington Redskins 1953
La stagione 1953 dei Washington Redskins è stata la 22ª della franchigia nella National Football League e la 16ª a Washington. Sotto la direzione del capo-allenatore Curly Lambeau la squadra ebbe un record di 6-5-1, terminando terza nella NFL American e mancando i playoff per l'ottavo anno consecutivo. Fu la prima stagione dal 1936 senza il quarterback Sammy Baugh nel roster.

## Calendario
| Stagione regolare |              |                        |           |        |                             |          |         |
| Turno             | Data         | Avversario             | Risultato | Record | Stadio                      | Pubblico | Sintesi |
| 1                 | 27 settembre | at Chicago Cardinals   | V 24–13   | 1–0    | Comiskey Park               | 16,055   | Recap   |
| 2                 | 2 ottobre    | at Philadelphia Eagles | P 21–21   | 1–0–1  | Connie Mack Stadium         | 19,099   | Recap   |
| 3                 | 11 ottobre   | New York Giants        | V 13–9    | 2–0–1  | Griffith Stadium            | 26,241   | Recap   |
| 4                 | 18 ottobre   | Cleveland Browns       | S 14–30   | 2–1–1  | Griffith Stadium            | 33,963   | Recap   |
| 5                 | 25 ottobre   | at Baltimore Colts     | S 17–27   | 2–2–1  | Memorial Stadium            | 34,031   | Recap   |
| 6                 | 1º novembre  | at Cleveland Browns    | S 3–27    | 2–3–1  | Cleveland Municipal Stadium | 47,845   | Recap   |
| 7                 | 8 novembre   | Chicago Cardinals      | V 28–17   | 3–3–1  | Griffith Stadium            | 19,654   | Recap   |
| 8                 | 15 novembre  | Chicago Bears          | S 24–27   | 3–4–1  | Griffith Stadium            | 21,392   | Recap   |
| 9                 | 22 novembre  | at New York Giants     | V 24–21   | 4–4–1  | Polo Grounds                | 16,887   | Recap   |
| 10                | 29 novembre  | at Pittsburgh Steelers | V 17–9    | 5–4–1  | Forbes Field                | 17,026   | Recap   |
| 11                | 6 dicembre   | Philadelphia Eagles    | V 10–0    | 6–4–1  | Griffith Stadium            | 21,579   | Recap   |
| 12                | 13 dicembre  | Pittsburgh Steelers    | S 13–14   | 6–5–1  | Griffith Stadium            | 22,057   | Recap   |

Nota: gli avversari della propria division sono in grassetto.

## Classifiche
| NFL American        |    |    |   |      |       |     |     |     |
|                     | V  | S  | P | %    | DIV   | PF  | PS  | STR |
| Cleveland Browns    | 11 | 1  | 0 | .917 | 9–1   | 348 | 162 | S1  |
| Philadelphia Eagles | 7  | 4  | 1 | .636 | 6–3–1 | 352 | 215 | V1  |
| Washington Redskins | 6  | 5  | 1 | .545 | 6–3–1 | 208 | 215 | S1  |
| Pittsburgh Steelers | 6  | 6  | 0 | .500 | 5–5   | 211 | 263 | V2  |
| New York Giants     | 3  | 9  | 0 | .250 | 3–7   | 179 | 277 | S2  |
| Chicago Cardinals   | 1  | 10 | 1 | .091 | 0–10  | 190 | 337 | V1  |

Note: I pareggi non venivano conteggiati ai fini della classifica fino al 1972.